# Królewskie Obserwatorium Astronomiczne w Greenwich

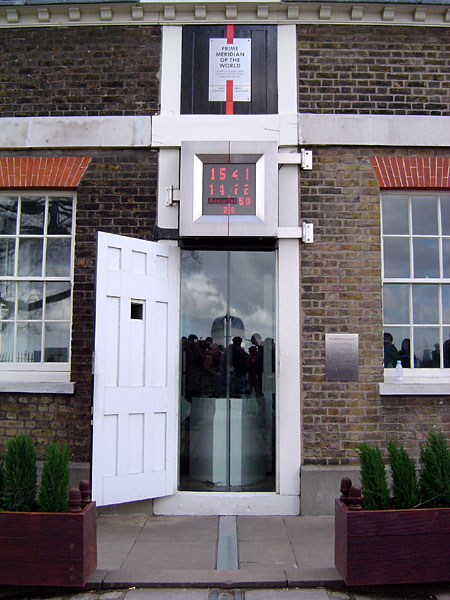
Budynek na południku zerowym w Greenwich.

Królewskie Obserwatorium Astronomiczne w Greenwich (The Royal Greenwich Astronomical Observatory) – obserwatorium astronomiczne zbudowane przez króla Karola II 10 sierpnia 1675 roku. Kierowane było w późniejszych latach m.in. przez Johna Flamsteeda. Służyło wówczas do pomiarów astrometrycznych, przydatnych do nawigacji w żegludze dalekomorskiej. Następnie stanowisko dyrektora objął Edmond Halley (w 1720 r.). Obecnie nie prowadzi obserwacji z powodu londyńskiego zanieczyszczenia światłem.
W XIX wieku stało się najbardziej znanym obserwatorium świata, gdyż znajdowało się bowiem (do wprowadzenia siatki WGS84) na południku zerowym, od którego liczy się długość geograficzną; wszystkie miejscowości do 180 stopnia na wschód lub na zachód od południka „zero” mają odpowiednio długość wschodnią lub zachodnią.